# Litri (Manuel Báez Gómez)
Pour les articles homonymes, voir Baez, Litri et Gomez.
Manuel Báez Gómez dit « Litri », né à Huelva (Espagne) le 13 août 1905, mort à Malaga (Espagne) le 18 février 1926, était un matador espagnol.

## Présentation
Au cours de sa courte carrière, « Litri » fut très vite apprécié pour sa vaillance et sa quiétude face au taureau. Le 11 février 1926, dans les arènes de Málaga au cours d’une corrida à laquelle assiste le roi Alphonse XIII, il est gravement blessé à la jambe droite par le taureau « Extremeño » de la ganadería de Guadalest. Le 17 février, la gravité de sa blessure oblige à l’amputer de la jambe droite, mais cela ne suffit pas à le sauver ; il meurt le lendemain.
Il était petit-fils du matador Miguel Báez « El Mequi », fils du matador Miguel Báez Quintero déjà surnommé « Litri » ; son demi-frère Miguel Báez Espuny et son neveu Miguel Báez Spínola seront eux aussi matadors et adopteront le même apodo.

### Carrière
- Débuts en public : Valverde del Camino (Espagne, province de Huelva) le 15 août 1920 en mano a mano avec Rafael Posada. Novillos de la ganadería de Castilla.
- Alternative : Séville (Espagne) le 28 septembre 1925. Parrain « Chicuelo » ; témoin Pablo Lalanda. Taureaux de la ganadería de Moreno Santamaría
- Confirmation d’alternative à Madrid : 9 octobre 1925. Parrain, Marcial Lalanda ; témoin Nicanor Villalta. Taureaux de la ganadería  de Villamarta.